# Grimmia novae-zeelandiae
Grimmia novae-zeelandiae är en bladmossart som beskrevs av R. Brown ter 1895. Grimmia novae-zeelandiae ingår i släktet grimmior, och familjen Grimmiaceae. Inga underarter finns listade i Catalogue of Life.